# Amtsermittlungsgrundsatz
Der Amtsermittlungsgrundsatz (auch Untersuchungsgrundsatz, Inquisitionsmaxime, Amtsermittlungspflicht, Amtsaufklärungspflicht) besagt, dass ein Gericht oder eine Behörde verpflichtet ist, den Sachverhalt, der einer Entscheidung zugrunde gelegt werden soll, von Amts wegen, d. h. ohne Antrag eines Betroffenen oder unabhängig davon, zu untersuchen.

## Ausprägungen

### Verwaltungsverfahren
Im Verwaltungsverfahren ist die Bezeichnung Untersuchungsgrundsatz üblich (§ 24 VwVfG, § 20 SGB X, § 88 AO).

### Allgemeine und besondere Verwaltungsgerichtsbarkeit
In verwaltungsgerichtlichen Verfahren spricht man von Ermittlungsgrundsatz (§ 86 VwGO, § 76 FGO, § 103 SGG).

### Strafverfahren
Im Strafverfahren gilt das Legalitätsprinzip. Danach sind die Strafverfolgungsbehörden – Staatsanwaltschaft, Polizei, Finanzbehörden und Hauptzollamt – verpflichtet, Straftaten bei Bestehen eines Anfangsverdachts von Amts wegen zu verfolgen. Sie haben die Pflicht zum Einschreiten. Bei Antragsdelikten  findet eine Strafverfolgung nur statt, wenn ein Strafantrag gestellt ist, es sei denn, die Staatsanwaltschaft macht von der Möglichkeit Gebrauch, das besondere öffentliche Interesse an der Strafverfolgung zu bejahen. Bei Vergehen wird das Legalitätsprinzip durch das Opportunitätsprinzip eingeschränkt: Staatsanwaltschaft und Gericht können Verfahren ohne Auflage wegen Geringfügigkeit gemäß § 153 StPO oder, wenn die Schwere der Schuld nicht entgegensteht, gegen Auflagen oder Weisungen gemäß § 153a StPO einstellen.
Grundsätzlich sind nur staatliche Organe, insbesondere Staatsanwaltschaft und Polizei befugt, Straftaten zu verfolgen (Offizialmaxime). Dem Staat steht insoweit das Anklagemonopol zu. Gleichzeitig verwirklicht das Offizialprinzip die grundgesetzlich gebotene Gleichheit vor dem Gesetz (Art. 3 Abs. 1 GG). Eine Ausnahme stellt das Institut der Privatklage gemäß § 374 StPO dar, bei welcher der Verletzte ohne Anrufung der Staatsanwaltschaft leichtere Straftaten selbst verfolgen kann. Weiter gilt die Inquisitionsmaxime (Grundsatz der materiellen Wahrheit) gemäß § 155 Abs. 2 StPO. Danach sind die Strafgerichte bei Untersuchung und Entscheidung über die angeklagte Tat zu einer selbständigen Tätigkeit unabhängig von den seitens der Staatsanwaltschaft oder Verteidigung gestellten Beweisanträgen berechtigt und verpflichtet.

#### Pflichten des Gerichts
In der Hauptverhandlung ist das Gericht gemäß § 244 Abs. 2 StPO verpflichtet, zur Erforschung der Wahrheit von Amts wegen die Beweisaufnahme auf alle Tatsachen und Beweismittel zu erstrecken, die für die Entscheidung von Bedeutung sind. Das Gericht muss allen erkennbaren und sinnvollen Möglichkeiten zur Aufklärung des Sachverhalts nachgehen.
Die Ermittlung des wahren Sachverhalts ist das zentrale Anliegen des Strafprozesses. Die Aufklärungspflicht begründet für die Prozessbeteiligten einen unverzichtbaren Anspruch darauf, dass die Beweisaufnahme auf alle Tatsachen und alle tauglichen und erlaubten Beweismittel erstreckt wird, die für die Entscheidung von Bedeutung sind. In rechtlich unanfechtbarer Weise gewonnene Beweismittel müssen in das Verfahren eingeführt werden, wenn sie zur Sachaufklärung beitragen können. Die Aufklärungspflicht reicht so weit, wie die dem Gericht oder wenigstens dem Vorsitzenden aus den Akten, durch Anträge oder Anregungen oder sonst durch den Verfahrensverlauf bekanntgewordenen Tatsachen zum Gebrauch von Beweismitteln drängen oder ihm nahelegen.

#### Revisionsrüge bei Pflichtverletzung des Gerichts
Die Aufklärungsrüge im Rahmen der Revision ist begründet, wenn das Gericht Ermittlungen unterlassen hat, zu denen es sich auf Grund seiner Sachaufklärungspflicht gemäß § 244 Abs. 2 StPO gedrängt sehen musste. Wenn ein Beweisantrag gestellt und abgelehnt wurde, ist statt der Erhebung einer Aufklärungsrüge die Verletzung der Ablehnungsgründe des § 244 Abs. 3 bis 6 StPO zu beanstanden. Die Aufklärungsrüge kommt hingegen in Betracht, wenn ein Beweisantrag entweder gar nicht gestellt oder als unzulässig abgelehnt oder nach Beweisantragsgrundsätzen (zum Beispiel im Falle der so genannten Wahrunterstellung) verbeschieden worden war.

### Zivilgerichtsbarkeit
In zivilgerichtlichen Verfahren gilt bei Anwendung der Zivilprozessordnung der Beibringungsgrundsatz, auch Verhandlungsgrundsatz genannt (Prinzip der formellen Wahrheit). Die Gerichte legen ihrer Entscheidung grundsätzlich nur den von den Parteien unaufgefordert vorgetragenen und gegebenenfalls im Wege der Beweiserhebung auf Antrag ermittelten Sachverhalt zugrunde ("Da mihi facta, dabo tibi ius."). Die Parteien sind insoweit "Herren des Verfahrens". Im Interesse einer möglichst umfassenden und wahrheitsgetreuen Tatsachenfeststellung bestehen jedoch für die Parteien oder Behörden und Amtsträger gewisse Editionspflichten.
Eine weitere Ausnahme machen bestimmte Ehe- und Kindschaftssachen, Unterbringungsverfahren, Registerangelegenheiten etc., für die ebenfalls die Zivilgerichte zuständig sind, die dabei aber gemäß § 26 FamFG die zur Feststellung der entscheidungserheblichen Tatsachen erforderlichen Ermittlungen von Amts wegen durchführen.
Eine Besonderheit gilt im arbeitsgerichtlichen Beschlussverfahren, in dem das Gericht den Sachverhalt im Rahmen der gestellten Anträge von Amts wegen erforscht (§ 83 ArbGG).

#### Insolvenzverfahren
Nach Eingang des Eröffnungsantrags (§ 13 InsO) ermittelt das Gericht die für das Insolvenzverfahren bedeutsamen Umstände von Amts wegen (§ 5 InsO).

## Bedeutung
In den betreffenden Verwaltungs- und Gerichtsverfahren besteht ein besonderes öffentliches Interesse an der vollständigen und „richtigen“ Erfassung des zu beurteilenden Sachverhalts und der zu treffenden Sachentscheidung.
So dient der Verwaltungsprozess nicht allein dem subjektiven Rechtsschutz des Klägers, sondern ist auch immer objektives Rechtsbeanstandungsverfahren insoweit, als die Verwaltungsgerichtsbarkeit im Gefüge der Gewaltenteilung die Tätigkeit der Behörden im öffentlichen Interesse zu kontrollieren hat. Neben den Beteiligten nimmt deshalb auch ein „Vertreter des öffentlichen Interesses“ an den Verfahren teil (§§ 35 bis 37 VwGO).
Im Hinblick auf die im Strafverfahren geltende Unschuldsvermutung, das Recht auf ein faires Verfahren und andere Grundwerte von Verfassungsrang darf der moderne Rechtsstaat nur und gerade den tatsächlichen Täter schuldangemessen bestrafen. Das setzt eine unabhängige und umfassende Sachaufklärung voraus (§ 244 Abs. 2 StPO).
In Angelegenheiten der Freiwilligen Gerichtsbarkeit, seit 1. September 2009 geregelt im FamFG, gilt seit jeher der Amtsbetrieb mit Untersuchungsgrundsatz (Offizialbetrieb), da es dort um verwaltungsähnliche Verfahren geht, in denen Rechtsgüter von allgemeinem Interesse wie das Kindeswohl, die öffentliche Sicherheit oder der öffentliche Glaube z. B. des  Handelsregisters in Rede stehen.

## Inhalt
Bei der Amtsermittlung bestimmt die Behörde bzw. das Gericht Art und Umfang der Ermittlungen und ist an das Vorbringen und die Beweisanträge der Beteiligten nicht gebunden. Alle für den Einzelfall bedeutsamen Umstände, auch die für die Beteiligten günstigen, sind zu berücksichtigen (§ 24 Abs. 2 VwVfG). Namentlich im strafrechtlichen Ermittlungsverfahren hat die Staatsanwaltschaft nicht nur die zur Belastung, sondern auch die zur Entlastung dienenden Umstände zu ermitteln und für die Erhebung der Beweise Sorge zu tragen, deren Verlust zu besorgen ist (§ 160 Abs. 2 StPO).
Der Amtsermittlungsgrundsatz verpflichtet [dazu], im Rahmen pflichtgemäßen Ermessens alle zur Aufklärung des Sachverhalts dienlichen Ermittlungen anzustellen. Zwar braucht nicht jeder nur denkbaren Möglichkeit nachgegangen zu werden. Eine Aufklärungs- und Ermittlungspflicht besteht jedoch, soweit das Vorbringen der Beteiligten und der Sachverhalt als solcher bei sorgfältiger Prüfung hierzu Anlass geben. Die Ermittlungen sind erst dann abzuschließen, wenn von weiteren Ermittlungen ein sachdienliches, die Entscheidung beeinflussendes Ergebnis nicht mehr zu erwarten ist.
Konsequenz dieser Pflicht zur umfassenden Sachaufklärung ist eine Mitwirkungspflicht der Beteiligten, denen der fragliche Sachverhalt am besten bekannt ist und die deshalb auch am besten darüber Auskunft geben können (§ 26 Abs. 2 VwVfG). Für Behörde oder Gericht liegt es geradezu auf der Hand, zunächst die Beteiligten selbst um Auskunft zu ersuchen.
Im Sozialleistungsrecht sind in den §§ 60 ff. SGB I noch weitergehende Mitwirkungspflichten geregelt, wie die Pflicht zum persönlichen Erscheinen, sich einer ärztlichen oder psychologischen Untersuchung oder Heilbehandlung zu unterziehen oder auch an einer beruflichen Eingliederungsmaßnahme teilzunehmen. Kommt der Betreffende seiner Mitwirkungspflicht nicht nach, kann unter bestimmten Voraussetzungen die beantragte Leistung versagt oder wieder entzogen werden (§ 66 SGB I). Grenze für die Mitwirkungspflicht ist stets die Zumutbarkeit bzw. Verhältnismäßigkeit.
Auch im Besteuerungsverfahren hat der Steuerpflichtige an der Aufklärung des Sachverhalts mitzuwirken. etwa durch die Pflicht zur Buchführung, zur Abgabe der Steuererklärung oder zur Mitwirkung bei einer Außenprüfung (§ 90, § 135, § 140, § 149, § 200 AO). Bei Nichterfüllung können z. B. die Besteuerungsgrundlagen geschätzt werden (§ 162 AO) oder es liegt sogar eine Ordnungswidrigkeit oder Straftat vor (Steuerhinterziehung, § 370 AO).
Es können auch Dritte zur Mitwirkung verpflichtet sein, z. B. gemäß §§ 315 ff. SGB III Arbeitgeber gegenüber der Bundesagentur für Arbeit oder gemäß § 28a SGB IV Arbeitgeber und gemäß § 28m, § 28o SGB IV Beschäftigte gegenüber der Einzugsstelle für den Gesamtsozialversicherungsbeitrag.
Auch in den verwaltungsgerichtlichen Verfahren (§ 86 VwGO, § 76 FGO, § 103 SGG) zieht das Gericht die Beteiligten zur Erforschung des Sachverhalts heran, insbesondere durch die Aufforderung, sich schriftlich zu äußern, d. h. Schriftsätze einzureichen, die den Beteiligten sodann von Amts wegen zu übermitteln sind.
Zur weiteren Ermittlung dienen die Einvernahme von Zeugen, die Einholung von Sachverständigengutachten, die Einnahme des Augenscheins ("Lokaltermin"), Urkunden, beigezogene Akten und ausnahmsweise auch die Versicherung an Eides statt (§ 26, § 27 VwVfG).
Keine Mitwirkungspflicht besteht freilich im Strafverfahren, da kein Beschuldigter bzw. Angeklagter sich selbst belasten oder etwas zu seiner eigenen Überführung beitragen muss ("Nemo tenetur se ipsum accusare.").

## Fehlerfolgen
Ein Verstoß gegen die Amtsermittlungspflicht, also eine ungenügende Sachaufklärung begründet einen Verfahrensmangel.

### Entscheidungsformel
Die Behörden können bei entsprechend begründetem Widerspruch bzw. Einspruch ihre Entscheidung aufheben und durch eine neue, verfahrensfehlerfreie ersetzen. Eine verfahrensfehlerhafte gerichtliche Entscheidung kann im Berufungs- oder Revisionsurteil aufgehoben und an die untere Instanz zur anderweitigen Verhandlung und Entscheidung zurückverwiesen werden (§ 130, § 144 VwGO, § 126 FGO, § 159, § 170 SGG, § 354 StPO).

### Weitere Konsequenzen

#### Amtshaftung
Verletzt jemand in Ausübung eines ihm anvertrauten öffentlichen Amtes die ihm einem Dritten gegenüber obliegende Amtspflicht, so hat der Dienstherr dem Dritten grundsätzlich den daraus entstehenden Schaden zu ersetzen (§ 839 BGB, Art. 34 GG).
Ein Beispiel für einen solchen Amtshaftungsanspruch bietet die Entscheidung des OLG München vom 28. September 1995.
Hier wurden dem Kläger die gesetzlichen Gebühren, die er für die Einschaltung eines Steuerberaters zur Abwehr eines unter Verstoß gegen den Amtsermittlungsgrundsatz erlassenen Steuerbescheids hatte bezahlen müssen, als ersatzfähiger Schaden zuerkannt.

#### Strafbarkeit
Amtsträger, insbesondere Beamte und Richter können sich wegen Strafvereitelung im Amt strafbar machen, wenn sie vorsätzlich gegen das Legalitätsprinzip verstoßen, indem sie es vereiteln, dass ein anderer dem Strafgesetz entsprechend bestraft oder die gegen einen anderen bereits verhängte Strafe vollstreckt wird (§ 258a StGB).